# Wieloszpon szary
Wieloszpon szary (Polyplectron bicalcaratum) – gatunek dużego ptaka z rodziny kurowatych (Phasianidae), podrodziny bażantów (Phasianinae). Występuje w południowo-wschodniej Azji. Nie jest zagrożony wyginięciem.

## Taksonomia
Po raz pierwszy gatunek opisał Karol Linneusz w 1758 na podstawie holotypu z Mjanmy (błędnie zapisał, że były to Chiny). Nowemu gatunkowi nadał nazwę Pavo bicalcaratus. Obecnie (2020) Międzynarodowy Komitet Ornitologiczny (IOC) umieszcza wieloszpona szarego w rodzaju Polyplectron. Niektórzy autorzy dzielą wieloszpona szarego na 3 podgatunki (P. b. bakeri, P. b. bicalcaratum i P. b. ghigii). Notowano jednak osobniki o cechach pośrednich. IOC uznaje gatunek za monotypowy, a zmienność w fenotypach poszczególnych osobników uznaje za zwykłą zmienność osobniczą. Za podgatunek wieloszpona szarego uznawano zamieszkującego wyspę Hajnan wieloszpona hainańskiego, został on jednak podniesiony do rangi osobnego gatunku.

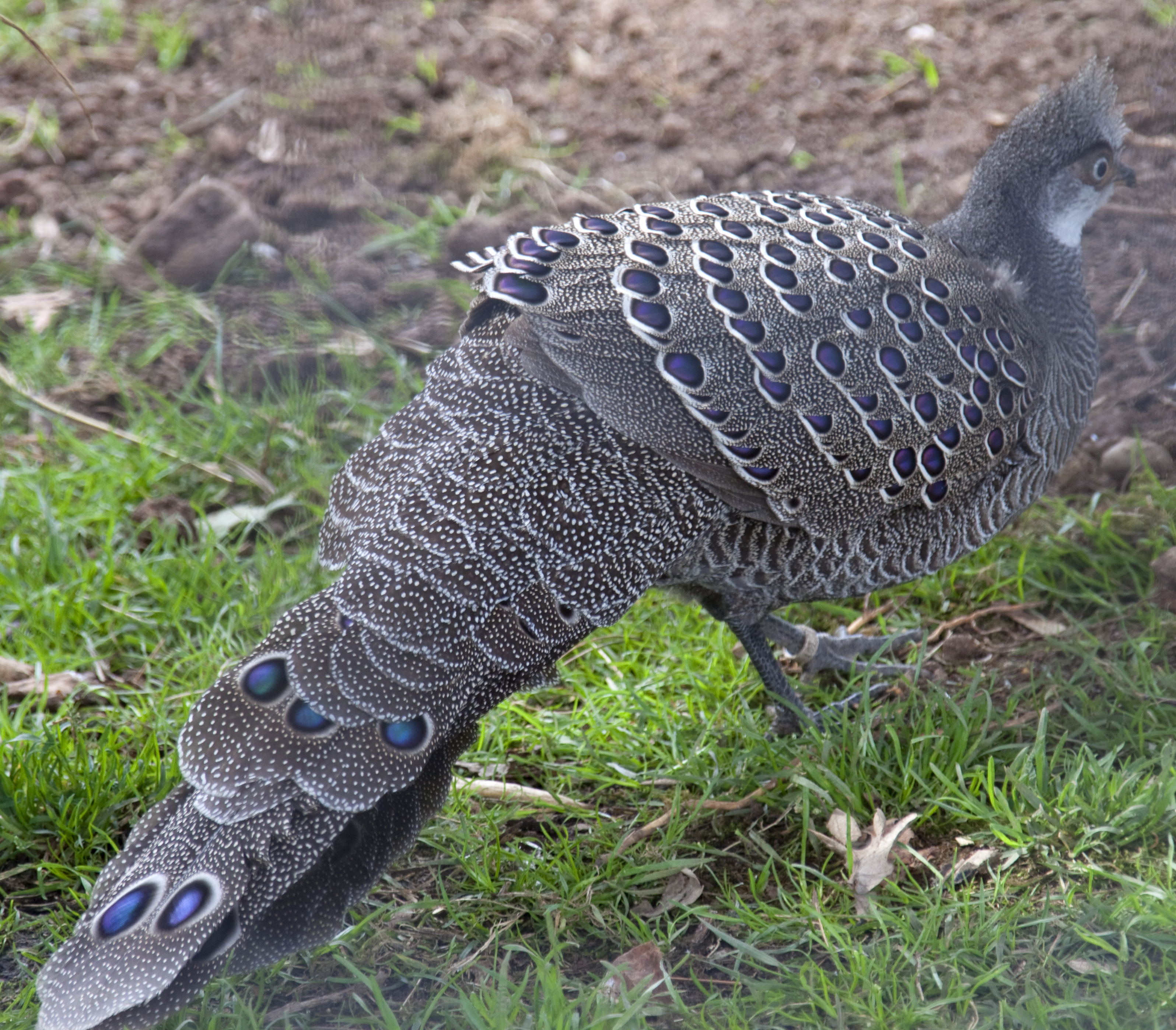
Samiec ze złożonym ogonem

## Morfologia
Długość ciała samca wynosi 56–76 cm, samicy – 48–55 cm. Długość skrzydła 210–240 mm u samców, 175–215 mm u samic; długość ogona 350–400 mm u samców, 230–255 mm u samic; długość skoku 75–80 mm u samców, 65–70 mm u samic; masa ciała 568–910 g u samców, 460–500 g u samic (n=2). U samców na głowie występuje ruchomy czub złożony z piór przypominających włosy. Pióra na karku są wydłużone, szerokie i puszyste, podczas zalotów samiec może rozpościerać je na kształt kryzy. U samicy zarówno czub, jak i kryza są krótsze, a pióra mniej przypominają włosy. Pokrywy nadogonowe są długie, miejscami sięgają do połowy sterówek. Ogon składa się z 22–24 piór. Upierzenie samców i samic podobne. Głowa i większa część szyi ciemna, szarobrązowa, pokryta drobnymi jasnopłowymi lub jasnoszarymi paskami, które bieleją ku brodzie i gardłu. Pozostała część upierzenia brązowoczarna, nieregularnie płowo prążkowana i kropkowana. Wierzch ciała, w tym skrzydła i ogon, ciemnobrązowe z niewielkimi białymi plamkami. Pióra w górnej części grzbietu, barkówki, pokrywy skrzydłowe i lotki III rzędu przed końcem mają fioletowoniebieskie „oko” z zieloną opalizacją. Otoczone są czarnymi i płowymi pierścieniami. Lotki I rzędu matowoczarne, bez wzorów. Pokrywy nadogonowe i sterówki przed końcem mają dwa „oka”. Samica jest mniejsza od samca i bardziej matowa, jej „oka” są czarniawe. Tęczówka biaława lub jasnoszara. Samce mają do 5 ostróg, samice mają je słabo rozwinięte lub nie mają ich wcale.

## Zasięg występowania
Zasięg występowania ciągnie się od Sikkimu (Indie) poprzez wschodnie stoki Himalajów, północno-wschodnie Indie, Bhutan, wschodni Bangladesz, Mjanmę i południowe Chiny (skrajnie zachodnia prowincja Junnan i południowa Guangxi) na południe po większość Tajlandii po południowy Laos i centralny Wietnam. Doniesienia o obserwacjach we wschodnim Tybecie najprawdopodobniej są błędne.

## Ekologia i zachowanie
Środowiskiem życia wieloszponów szarych są bujne nizinne lasy wiecznie zielone i częściowo wiecznie zielone z gęstym podszytem, w którym występują m.in. bambusy. W Tajlandii odnotowywane do 1800 m n.p.m., a w Junnanie do 2000 m n.p.m., przeważnie jednak ptaki te przebywają na niższych wysokościach. Zwyczaje tych ptaków na wolności są słabo poznane ze względu na niedostatek obserwacji. Wieloszpony szare są skryte, zaniepokojone przemykają przez podszyt zamiast odlatywać. Zwykle widywane są, gdy przebywają samotnie albo w parach; w sezonie lęgowym obserwuje się również grupy rodzinne. Żywią się nasionami, jagodami, owocami i bezkręgowcami; szczególnie lubią termity. Podczas żerowania zachowują się spokojnie, wykonując powolne ruchy; swoim drapaniem w ziemi nie robią wiele hałasu.

### Lęgi
Okres lęgowy trwa o różnych porach w zależności od miejsca występowania, ale mieści się w przedziale od marca do czerwca. Na wolności obserwowano pary monogamiczne, ale system kojarzenia u wieloszponów szarych wymaga dalszych badań, jako że w niewoli obserwowano także przypadki poligamii. Gniazdo to wydrapany w ziemi dołek lub naturalne zagłębienie wśród posplatanej roślinności albo w kępie bambusa, gęstym krzewie itd. Zniesienie przeważnie liczy 2 jaja, okazjonalnie do 5. Mają skorupkę barwy od jasnokremowej po czekoladowopłową, pokrytą białymi kropkami. W niewoli inkubacja trwa 21 dni.

## Status
IUCN uznaje wieloszpona szarego za gatunek najmniejszej troski (LC, Least Concern) nieprzerwanie od 2010 roku. Trend liczebności populacji uznaje się za spadkowy.